# نادي الشباب (الكويت)
نادي الشباب الرياضي، هو نادي كرة قدم كويتي تأسس في 15 ديسمبر 1963. يلعب الشباب مبارياته على ملعب فريق الكرة الرسمي ملعب الأحمدي الواقع في منطقة الأحمدي، ويتسع هذا الإستاد ل 18,000 ألف متفرج. يمتلك نادي الشباب في رصيده 4 بطولات دوري الدرجة الأولى، أعوام 1975، 2002, 2008, 2011. لعب له العديد من اللاعبين المميزين مثل خلف سطام وخالد الزنكي وعلي بودستور ومشعل السعيد وصالح الكريبي وربيع عبيد وجابر الزنكي.

## الألقاب والإنجازات
دوري الدرجة الأولى الكويتي
- البطل (4): 2007-08، 2010-11، 2017-18، 2022-23.[3]

## تشكيلة الفريق الحالية
- آخر تحديث: 1 سبتمبر 2015.

ملاحظة: تشير الأعلام إلى المنتخب الوطني على النحو المحدد في قواعد الأهلية للفيفا. قد يحمل اللاعبون أكثر من جنسية واحدة غير تابعة للفيفا.
| الرقم | البلد  | المركز | اللاعب            |
| ----- | ------ | ------ | ----------------- |
| 1     | الكويت | حارس   | عمار البلوشي      |
| 2     | الكويت | مدافع  | عبدالله سلامه     |
| 4     | الكويت | مدافع  | علي كرم           |
| 5     | الكويت | مدافع  | محمد العجيل       |
| 6     | الكويت | وسط    | عبدالله عبدالرحمن |
| 7     | الكويت | وسط    | عبدالعزيز القطان  |
| 8     | الكويت | وسط    | علي العلي         |
| 9     | إيران  | مهاجم  | مسعود فريدون      |
| 10    | الكويت | وسط    | أحمد يونس         |
| 11    | الكويت | وسط    | محمد زنيفر        |
| 13    | الكويت | مدافع  | فهد الخالدي       |
| 14    | الكويت | مهاجم  | إبراهيم العازمي   |

| الرقم | البلد      | المركز | اللاعب           |
| ----- | ---------- | ------ | ---------------- |
| 15    | الكويت     | وسط    | سالم الفيلكاوي   |
| 16    | الكويت     | وسط    | حسن السعدون      |
| 17    | الكويت     | مدافع  | فهد الهزاع       |
| 18    | ساحل العاج | مهاجم  | أبوبكر كوني      |
| 19    | الكويت     | مهاجم  | عبدالعزيز الحقان |
| 20    | الكويت     | وسط    | علي عبدالكريم    |
| 22    | الكويت     | حارس   | سليمان ميرزا     |
| 25    | الكويت     | وسط    | عمر بوحمد        |
| 26    | الكويت     | حارس   | فهد العساف       |
| 27    | الكويت     | مدافع  | يوسف بوطيبان     |
| 30    | السنغال    | مدافع  | غوراتيل          |
| 31    | السنغال    | وسط    | عيسى باه         |